# Lebanese Basketball League
Il Campionato di pallacanestro del Libano, conosciuto anche con il nome di Lebanese Basketball League, è la massima divisione professionistica di pallacanestro in Libano. Il torneo, organizzato dalla Federazione cestistica del Libano, è posto sotto l'egida della FIBA Asia. La competizione si tiene con cadenza annuale, da ottobre a maggio, e vede la partecipazione di 10 squadre.

## Storia
Il basket è uno degli sport più popolari in Libano venendo praticato nel paese dalla metà degli anni venti. Una prima lega di basket libanese fu costituita già negli anni '50; tuttavia, la competizione fu interrotta durante la lunghissima guerra civile libanese.
Nel 1992 il campionato venne rifondato con il nome di Lebanese Basketball League e trasformato in una lega completamente professionista; a partire dagli stessi anni '90 il basket libanese ha vissuto la sua epoca d'oro. 
Nel 1996, il Sagesse si classifico secondo nel Arab Club Basketball Championship, divenendo la prima squadra del basket libanese a raggiungere uno dei tre gradini del podio in una competizione internazionale. Nel 1998 l'Al-Riyadi Beirut arrivò terzo nella FIBA Asia Champions Cup, e quello stesso anno Beirut ospitò l'Arab Club Basketball Championship dove Sagesse raggiunse la vittore, conquistando il primo trofeo in una competizione internazionale per il Libano. Nel 1999, Beirut ospitò per il secondo anno l'Arab Club Basketball Championship, ed il Sagesse  riuscì nuovamente ad essere incoronato campione; nella stessa stagione, sempre il Sagesse vinse per la prima volta nella sua storia la FIBA Asia Champions Cup, diventando la prima squadra libanese e araba a vincere la massima competizione asiatica per club.
La stagione 1998-1999 del campionato venne inaugurata da un grande evento che includeva una partita di esibizione tra Lebanese All-stars (una rappresentanza delle quattro principali squadre del campionato Sagesse, Riyadi, Tadamon e Rosaire) e gli Harlem Globetrotters.
Gli anni '90 videro la preponderanza del Sagesse di Beirut. Simbolo della comunità cristiana libanese, il club riuscì a unire i cristiani di tutte le correnti politiche sotto l'impulso del magnate della stampa Antoine Choueiri. Durante questo periodo, il Sagesse dominò il campionato, conquistando consecutivamente i titoli dal 1999 al 2004. Fu per cercare di interrompere questo dominio che l' Al-Riyadi Beirut costruì una squadra capace di competere con la Sagesse, contando sul sostegno finanziario di Rafic Hariri, uomo politico libanese musulmano sunnita. Quest'ultimo desiderava spezzare il dominio "cristiano" e reclutò giocatori dalla squadra avversaria, simbolico fu l'arrivo di Walid Doumiaty, adorato dai tifosi del Sagesse e poi detestato durante il suo periodo all'Al-Riyadi Beirut. Il Riyadi riuscì a imporsi sul Sagesse, vincendo sette titoli consecutivi tra il 2005 e il 2011, ma non riuscì a suscitare lo stesso entusiasmo popolare del Sagesse.
Questo duello, chiamato il Derby di Beirut, assunse all'inizio degli anni 2000 una grande importanza a causa delle implicazioni politiche tra le due confessioni, cristiana e sunnita, facendo del basket uno degli sport più seguiti in Libano.
Nel 2013, il basket libanese attraversò forti tensioni, con la politica che continuava a interferire negli affari dei club. Questo fu esemplificato dal caso dell'Amchit Club. Quest'ultimo, presieduto dal figlio del presidente della Repubblica libanese, sfruttò la sua influenza politica per rifiutarsi di disputare un quarto di finale del campionato contro il Champville SC alla data stabilita dalla federazione. Per questo motivo, il club chiuse le porte del proprio stadio all'arrivo del Champville e decise di portare la questione davanti al tribunale civile. Ciò andava contro il regolamento della FIBA, che vieta a qualsiasi club o paese di rivolgersi alla giustizia civile per risolvere dispute relative al basket. Contemporaneamente, il club dell'Amchit rifiutò anche di firmare la carta imposta dalla FIBA ed anche un'altra società, quella dell'Al Mouttahed Tripoli intervenne nella causa intentata da Amchit contro la Federazione. La FIBA decise quindi di sospendere la Federazione libanese di basket ed escludere tutti i club libanesi dalle competizioni internazionali, portando anche all'annullamento della stagione di campionato.
Nel 2014, le tensioni rimasero alte: il derby tra Sagesse e Al-Riyadi Beirut, valido come gara 4 della finale, fu segnato da numerosi incidenti (insulti, cori razzisti, proteste del pubblico, errori arbitrali) e culminò in una rissa generale che coinvolse giocatori, tifosi, membri della federazione e forze dell’ordine. Nonostante tutto il Sagesse vinse l'incontro 69-61, pareggiando la serie sul 2-2. La federazione decise di rinviare gara 5 senza prendere immediatamente provvedimenti disciplinari, mentre il Ministero dell'Interno sospese la partita a tempo indeterminato. Senza un accordo politico, la federazione mantenne comunque il calendario delle finali. Disputati a porte chiuse, con l'Al-Riyadi Beirut che vinse i due incontri successivi (88-82, 57-50) e celebrò il titolo nazionale.
Il 4 aprile 2012 il giocatore libanese dell'Al-Mouttahed Tripoli Mohammad El Akkari, ha realizzato 113 punti nella partita finita per 173 a 141 contro il Bejjeh Club diventando il primo giocatore a segnare più di 100 punti in una partita ufficiale di campionato in una qualsiasi delle sue federazioni nazionali asiatiche affiliate con la FIBA Asia.
Il campionato è la massima divisione del basket libanese. La squadra che finisce ultima ogni stagione viene retrocessa in Seconda Divisione, mentre le prime quattro squadre della Seconda Divisione competono in un sistema di spareggi, con la squadra vincitrice che viene promossa nella massima serie per la stagione successiva.

## Squadre partecipanti
Elenco delle squadre per la stagione 2024-2025
| Squadra          | Città           | Pallazetto                               | Capacità | Allenatore    |
| ---------------- | --------------- | ---------------------------------------- | -------- | ------------- |
| Al-Riyadi Beirut | Beirut (Manara) | Saeb Salam Arena (Manara)                | 2,500    | Ahmad Farran  |
| Antranik Y.A.    | Antelias        | AGBU Demirdjian Center (Naccache)        | 2,000    | Georges Akiki |
| Antonine         | Baabda          | Antonine Arena (Baabda)                  | 1,000    | Ralf Akl      |
| Beirut Club      | Beirut (Chiyah) | Chiyah Stadium (Chiyah)                  | 2,000    | Jad Al Hajj   |
| CS Maristes      | Dik El Mehdi    | Champville School Stadium (Dik El Mehdi) | 750      | Sabah Khoury  |
| Club Central     | Jounieh         | Club Central Court (Jounieh)             | 1,000    | Marwan Khalil |
| Homenetmen       | Mezher          | Homentmen Mezher (Mezher)                | 1,000    | Joe Moujaes   |
| Hoops Club       | Jdeideh         | Rockland Arena (Bourj El Barajne)        | 1,750    | Gilbert Nasr  |
| Mayrouba         | Mayrouba        | Nouhad Naufal Stadium (Zouk Mikael)      | 6,000    | Paul Coughter |
| NSA Club         | Jounieh         | Fouad Chehab Stadium (Jounieh)           | 1,230    | George Khoury |
| Sagesse          | Ghazir          | Antoine Choueiri Stadium (Ghazir)        | 5,000    | Ilias Zouros  |
| Tadamon Hrajel   | Hrajel          | Nouhad Naufal Stadium (Zouk Mikael)      | 6,000    | Elie Nasr     |

Fonte: Asia-Basket

## Albo d'Oro
Risultati dalla stagione 1991-92
| Stagione  | Campione              | Secondo Posto        |
| --------- | --------------------- | -------------------- |
| 1991-1992 | Aamal Bikfaya         | Mont La Salle        |
| 1992-1993 | Al-Riyadi Beirut      | Kahraba Zouk         |
| 1993-1994 | Sagesse               | Kahraba Zouk         |
| 1994-1995 | Al-Riyadi Beirut (2)  | Kahraba Zouk         |
| 1995-1996 | Edizione cancellata   | Edizione cancellata  |
| 1996-1997 | Al-Riyadi Beirut (3)  | Tadamon Zouk         |
| 1997-1998 | Sagesse (2)           | Tadamon Zouk         |
| 1998-1999 | Sagesse (3)           | Tadamon Zouk         |
| 1999-2000 | Sagesse (4)           | Antranik Y.A.        |
| 2000-2001 | Sagesse (5)           | Champville           |
| 2001-2002 | Sagesse (6)           | CS Maristes          |
| 2002-2003 | Sagesse (7)           | Al-Riyadi Beirut     |
| 2003-2004 | Sagesse (8)           | Al-Riyadi Beirut     |
| 2004-2005 | Al-Riyadi Beirut (4)  | Sagesse              |
| 2005-2006 | Al-Riyadi Beirut (5)  | Sagesse              |
| 2006-2007 | Al-Riyadi Beirut (6)  | Blue Stars Beirut    |
| 2007-2008 | Al-Riyadi Beirut (7)  | Al-Mouttahed Tripoli |
| 2008-2009 | Al-Riyadi Beirut (8)  | Al-Mouttahed Tripoli |
| 2009-2010 | Al-Riyadi Beirut (9)  | Champville           |
| 2010-2011 | Al-Riyadi Beirut (10) | Champville           |
| 2011-2012 | Champville            | Anibal Zahle         |
| 2012-2013 | Edizione cancellata   | Edizione cancellata  |
| 2013-2014 | Al-Riyadi Beirut (11) | Sagesse              |
| 2014-2015 | Al-Riyadi Beirut (12) | UBA                  |
| 2015-2016 | Al-Riyadi Beirut (13) | Sagesse              |
| 2016-2017 | Al-Riyadi Beirut (14) | Homenetmen           |
| 2017-2018 | Homenetmen            | Al-Riyadi Beirut     |
| 2018-2019 | Al-Riyadi Beirut (15) | Beirut Club          |
| 2019-2020 | Edizione cancellata   | Edizione cancellata  |
| 2020-2021 | Al-Riyadi Beirut (16) | Champville           |
| 2021-2022 | Beirut Club           | Al-Riyadi Beirut     |
| 2022-2023 | Al-Riyadi Beirut (17) | Dynamo Lebanon       |
| 2023-2024 | Al-Riyadi Beirut (18) | Sagesse              |
| 2024-2025 | Al-Riyadi Beirut (19) | Sagesse              |

## Vittorie per club
| Squadra              | Titoli | Secondo posto | Anni titoli | Anni secondo posto                                   |
| -------------------- | ------ | ------------- | --- | ---------------------------------------------------- |
| Al-Riyadi Beirut     | 19     | 4             | 1992–93, 1994–1995, 1996–97, 2004–05, 2005–06, 2006–07, 2007–08, 2008–09, 2009–10, 2010–11, 2013–14, 2014–15, 2015–16, 2016–17, 2018–19, 2020–21, 2022–23, 2023–24, 2024–25 | 2002–03, 2003–04, 2017–18, 2021–22                   |
| Sagesse              | 8      | 6             | 1993–94, 1997–98, 1998–99, 1999–00, 2000–01, 2001–02, 2002–03, 2003–04 | 2004–05, 2005–06, 2013–14, 2015–16, 2023–24, 2024–25 |
| CS Maristes          | 1      | 5             | 2011–12 | 2000–01, 2001–02, 2009–10, 2010–11, 2020–21          |
| Homenetmen           | 1      | 1             | 2017–18 | 2016–17                                              |
| Beirut Club          | 1      | 1             | 2021–22 | 2018–19                                              |
| Aamal Bikfaya        | 1      | 0             | 1991–92 |                                                      |
| Kahraba Zouk         | 0      | 3             | | 1992–93, 1993–94, 1994–95                            |
| Tadamon Zouk         | 0      | 3             | | 1996–97, 1997–98, 1998–99                            |
| Al-Mouttahed Tripoli | 0      | 2             | | 2007–08, 2008–09                                     |
| Mont La Salle        | 0      | 1             | | 1991–92                                              |
| Antranik Y.A.        | 0      | 1             | | 1999–00                                              |
| Blue Stars Beirut    | 0      | 1             | | 2006–07                                              |
| Anibal Zahle         | 0      | 1             | | 2011–12                                              |
| UBA                  | 0      | 1             | | 2014–15                                              |
| Dynamo Lebanon       | 0      | 1             | | 2022–23                                              |

## MVP
| Stagione  | Giocatore             | Squadra              | Note          |
| --------- | --------------------- | -------------------- | ------------- |
| 1992-2000 | sconosciuto           | sconosciuto          | sconosciuto   |
| 2000-2001 | Fadi el-Khatib (1)    | Sagesse              |               |
| 2001-2002 | Fadi el-Khatib (2)    | Sagesse              |               |
| 2002-2003 | Fadi el-Khatib (3)    | Sagesse              |               |
| 2003-2004 | Fadi el-Khatib (4)    | Sagesse              |               |
| 2004-2005 | Ismail Ahmad (1)      | Al-Riyadi Beirut     | [ 10 ]        |
| 2005-2006 | Ismail Ahmad (2)      | Al-Riyadi Beirut     | [ 11 ]        |
| 2006-2007 | Ismail Ahmad (3)      | Al-Riyadi Beirut     | [ 12 ]        |
| 2007-2008 | Ismail Ahmad (4)      | Al-Riyadi Beirut     | [ 13 ]        |
| 2008-2009 | Darren Kelly (1)      | Al-Mouttahed Tripoli | [ 14 ]        |
| 2009-2010 | C.J. Giles (1)        | Al-Riyadi Beirut     | [ 15 ]        |
| 2010-2011 | Nathaniel Johnson (1) | Al-Riyadi Beirut     | [ 16 ]        |
| 2011-2012 | Fadi el-Khatib (5)    | Champville           | [ 17 ]        |
| 2012-2013 | Andre Emmett (1)      | Amchit Club          | [ 18 ]        |
| 2013-2014 | Dion Dixon (1)        | Homenetmen           | [ 19 ]        |
| 2014-2015 | Fadi el-Khatib (6)    | Al-Riyadi Beirut     | [ 20 ]        |
| 2015-2016 | sconosciuto           | sconosciuto          | sconosciuto   |
| 2016-2017 | Fadi el-Khatib (7)    | Homenetmen           | [ 21 ]        |
| 2017-2018 | Walter Hodge (1)      | Homenetmen           | [ 22 ]        |
| 2018-2019 | Ali Haidar (1)        | Beirut Club          | [ 23 ]        |
| 2019-2020 | Non assegnato         | Non assegnato        | Non assegnato |
| 2020-2021 | Amir Saoud (1)        | Al-Riyadi Beirut     | [ 24 ]        |
| 2021-2022 | Hayk Gyokchyan (1)    | Beirut Club          | [ 25 ]        |
| 2022-2023 | Cliff Alexander (1)   | Sagesse              | [ 26 ]        |
| 2023-2024 | Elmedin Kikanović (1) | Al-Riyadi Beirut     | [ 27 ]        |
| 2024-2025 | Zach Lofton (1)       | Sagesse              | [ 28 ]        |

## Miglior marcatore
| Stagione  | Giocatore        | Squadra              | Punti         |
| --------- | ---------------- | -------------------- | ------------- |
| 1992-2000 | sconosciuto      | sconosciuto          | sconosciuto   |
| 2000-2001 | Tony Dawson      | Al-Riyadi Beirut     | 32.6          |
| 2001-2002 | Antonio Madison  | Champville           | 28.5          |
| 2002-2003 | sconosciuto      | sconosciuto          | sconosciuto   |
| 2003-2004 | Antonio Madison  | Champville           | 29.2          |
| 2004-2005 | Kris Johnson     | Antranik Y.A.        | 30.3          |
| 2005-2006 | Rasheim Wright   | Al-Mouttahed Tripoli | 33.4          |
| 2006-2007 | Alvin Sims       | Sagesse              | 30.1          |
| 2007-2008 | Alvin Sims       | Sagesse              | 30.1          |
| 2008-2009 | Nate Johnson     | Al-Riyadi Beirut     | 26.4          |
| 2009-2010 | Fadi el-Khatib   | Champville           | 29.6          |
| 2010-2011 | Fadi el-Khatib   | Champville           | 27.3          |
| 2011-2012 | Desmond Penigar  | Byblos Club          | 28.5          |
| 2012-2013 | Andre Emmett     | Amchit Club          | 33.9          |
| 2013-2014 | Terrence Leather | Homenetmen           | 23.9          |
| 2014-2015 | Dewarick Spencer | Al-Mouttahed Tripoli | 31.1          |
| 2015-2016 | Terrell Stoglin  | Sagesse              | 28.5          |
| 2016-2017 | Terrell Stoglin  | Sagesse              | 33.7          |
| 2017-2018 | Larry Blair      | Tadamon Zouk         | 27.4          |
| 2018-2019 | Marvelle Harris  | Al-Mouttahed Tripoli | 24.0          |
| 2019-2020 | Non assegnato    | Non assegnato        | Non assegnato |
| 2020-2021 | Ibrahim Haddad   | Al-Mouttahed Tripoli | 20.1          |
| 2021-2022 | Bassel Harfouch  | Atlas Ferzol         | 21.7          |
| 2022-2023 | DaJuan Summers   | Homenetmen           | 28.4          |
| 2023-2024 | Javion Blake     | CS Maristes          | 25.3          |
| 2024-2025 | Dikembe Dixson   | Hoops Club           | 29.3          |